# میدان نفتی داچینگ
میدان نفتی داچینگ (انگلیسی: Daqing Oil Field) بزرگترین میدان نفتی چین است، که در استان هئی‌لونگ‌جیانگ قرار دارد. میدان داچینگ در سال ۱۹۵۹ کشف شد و بهره‌برداری از آن از سال ۱۹۶۰ آغاز گردید. هم‌اکنون ظرفیت تولید نفت خام این میدان به‌طور میانگین معادل یک میلیون بشکه در روز است. میدان داچینگ از میدان‌های تحت مدیریت شرکت مناطق نفتخیز داچینگ می‌باشد.